# Bernardo Krasniansky
Bernardo Krasniansky wł. Miguel Bernardo Krasniansky Adler (ur. 1951 w Asunción, Paragwaj) – brazylijski malarz, rysownik i grafik pochodzący z Paragwaju.
W 1970 zamieszkał w São Paulo, rozpoczął wówczas studia w tamtejszej szkole komunikacji i sztuki. Jego nauczycielami byli m.in. Livio Abramo, John Rossi i Eleanor Cecatto, po ukończeniu studiów w 1975 otrzymał stypendium Fundacji Armando Alvares Pentado FAAP. W 1981 otrzymał w São Paulo nagrodę Stowarzyszenia Krytyków Sztuki (Associação Paulista de Críticos de Arte) dla najlepszego projektu artystycznego roku za wystawę indywidualną „Mito do Labirinto” w Pinacoteca do Estado w São Paulo.
Jego twórczości obejmuje zastosowanie kserokopii, które nazywa stereo portretami i które mają ukazywać widzowi jak zmieniało się przez wieki spojrzenie na sztukę. Na potrzebę zrozumienia swoich dzieł stworzył określenie "Estereoretratos" (z hiszpańskiego "estereoretrato" - czyli "stereogram"). Wiele prac to fotografie cyfrowe przeniesione na tkaninę bawełnianą, płótno Do tworzenia swoich prac używa polaroidu, fotografie nazywane przez niego „stronami książki” są oryginalnym i lustrzanym odbiciem, przy czym odbicie jest przedstawione w formie negatywu z zastosowaniem żółtego i niebieskiego koloru, rzadziej poprzez żółty, zielony i srebrny.